# Hakob Tonoyani anvan Sowpergavat' 2004
La Hakob Tonoyani anvan Sowpergavat' 2004 è stata la settima edizione della supercoppa armena di calcio.
Il P'yownik vinse sia il campionato che la coppa e venne sfidato dal Mika Ashtarak, secondo classificato in campionato.
L'incontro, che si giocò il 27 maggio 2004 nella capitale Erevan, venne vinto dal P'yownik, al suo terzo titolo, ai tempi supplementari.

## Tabellino
| Arbitro: | Nalbandyan (Erevan) |

|                |           |  |
| Aleksanyan 97’ | Marcatori |  |